# Kyriak Kostandi

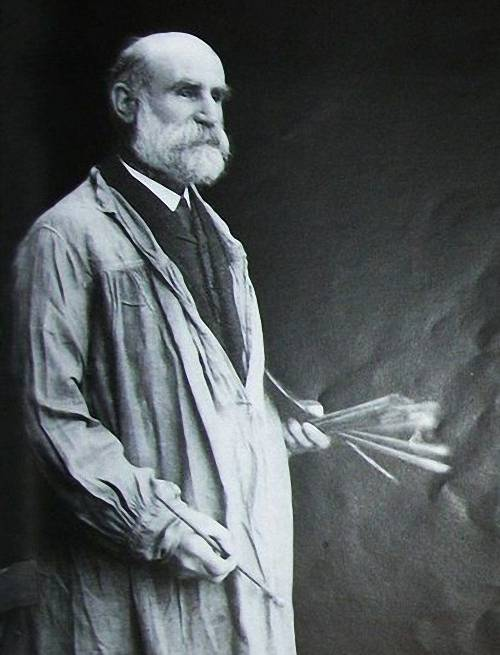
Kyriak Kostandi 1910

Kyriak Kostjantynowytsch Kostandi (ukrainisch Киріак Костянтинович Костанді, russisch Кириак Константинович Костанди Kiriak Konstantinowitsch Kostandi; * 21. Septemberjul. / 3. Oktober 1852greg. in Nowa Dofiniwka, Gouvernement Cherson, Russisches Kaiserreich; † 31. Oktober 1921 in Odessa, Ukrainische SSR) war ein ukrainischer Maler griechischer Herkunft.

## Leben
Kyriak Kostandi kam als Sohn eines griechischen Händlers oder Fischers im Küstendorf Nowa Dofiniwka bei Odessa zur Welt. Sein Vater starb, als Kyriak 9 Jahre alt war, und so musste er seinen Anteil am Lebensunterhalt der Familie durch Arbeit beitragen.
Später studierte er bis 1882 bei Michail Clodt von Jürgensburg an der Akademie der Künste in Sankt Petersburg, wo er nach dem Studium bis 1884 weiterhin lebte. Dann zog er nach Odessa, wo er sein restliches Leben verbrachte. Er war Mitglied der Peredwischniki-Künstlergruppe, die regelmäßig Wanderausstellungen im ganzen russischen Reich organisierte. Ab 1885 war er Dozent an der Kunstschule von Odessa.
Kostandi war Gründungsmitglied der Vereinigung Südrussischer Künstler und zwischen 1902 und 1921 deren Leiter. Außerdem war er 1898/99 einer der Gründer des Kunstmuseums von Odessa und bis 1917 dessen Direktor.

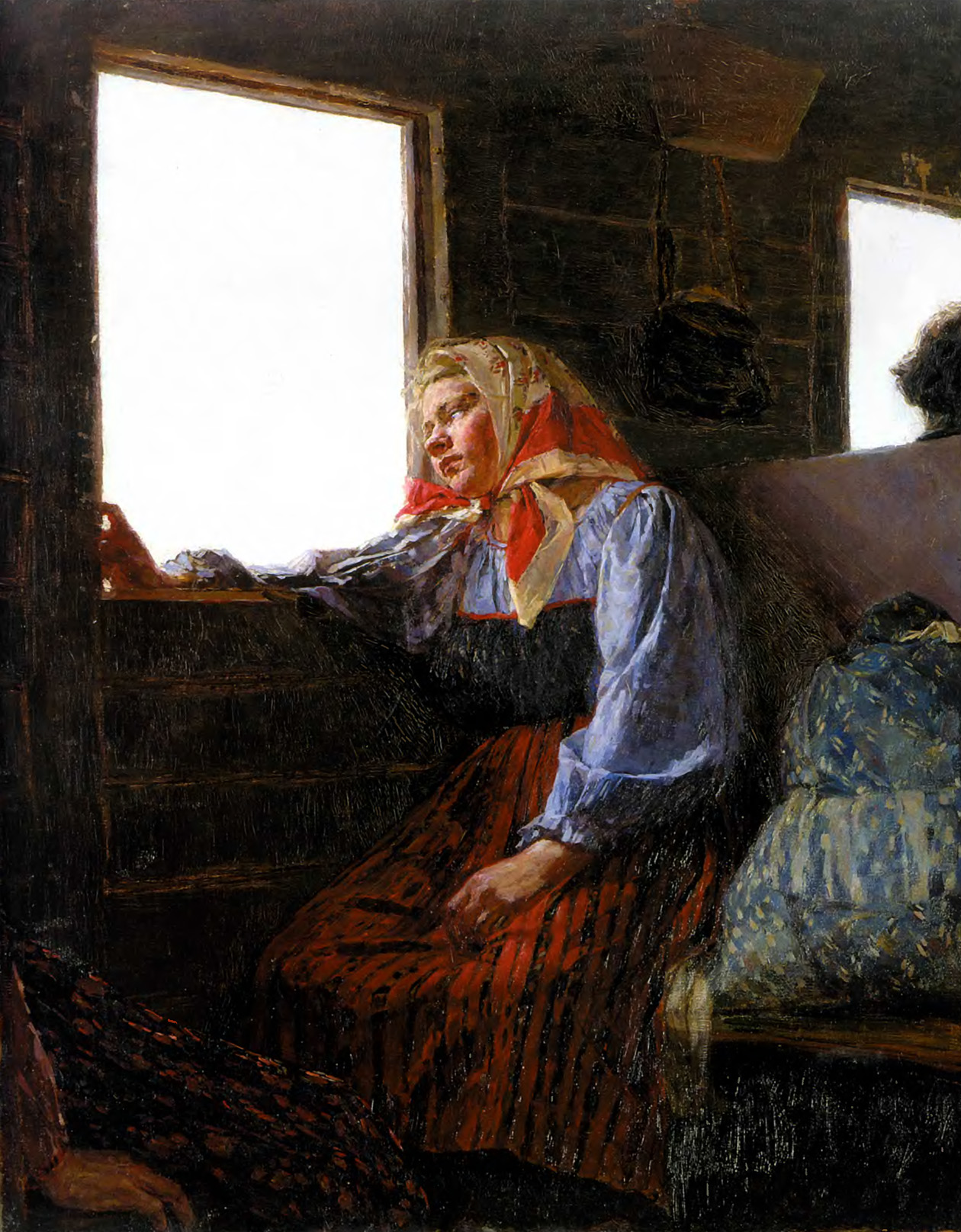
Hinaus in die Welt, 1885
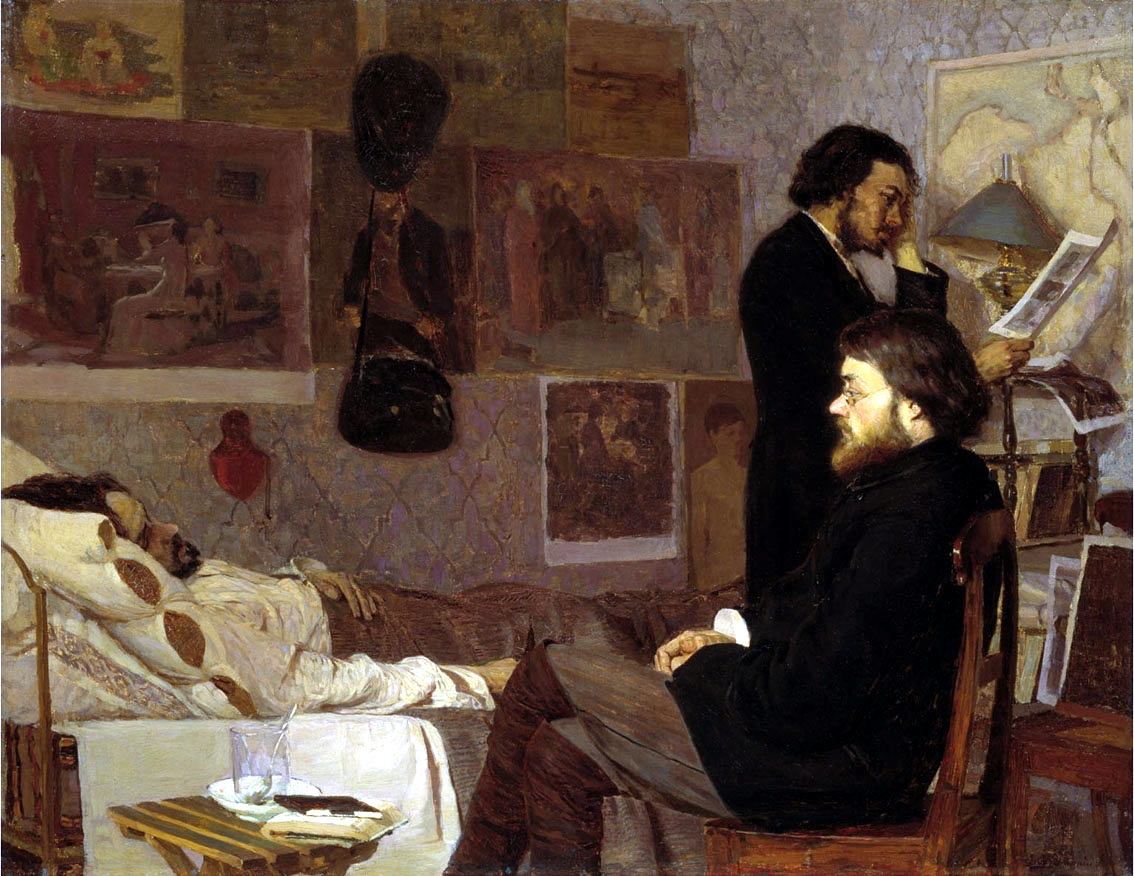
Kranker Freund, 1884
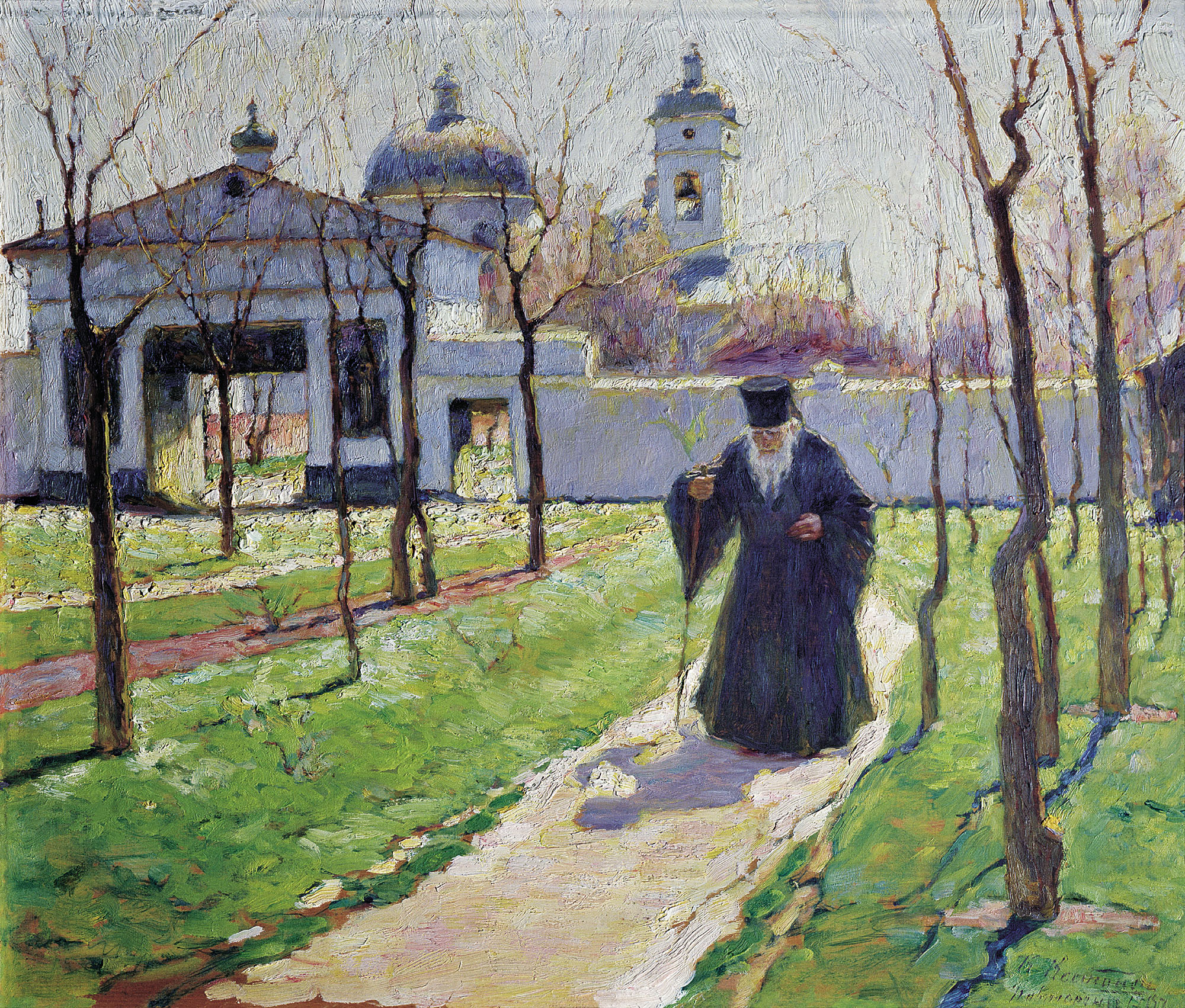
Frühlingsanfang, 1915